# IBAR Nordeste
A IBAR Nordeste é uma empresa brasileira com sede em Brumado, na Bahia. A companhia exerce atividades de extração de magnesita e fabricação de refratário à base desse minério.  A unidade de Poá, em São Paulo, é tradicionalmente conhecida por Indústria Brasileira de Artigos Refratários e fabrica produtos para o consumidor final (da indústria), como tijolos e massas refratárias, uma vez que em Brumado e Jucás no Ceará estão as minas. Embora pertença ao grupo IBAR, as unidades possuem CNPJs diferentes, sendo juridicamente independentes.
A IBAR exporta seus produtos para mais de 70 países, entre eles, Canadá, Estados Unidos e Portugal. Em 2006, foi certificada com o selo ISO 9001. Os insumos produzidos pela empresa são a magnesita crua, o carbonato de magnésio (MgCO3) de alta pureza, óxido de magnésio (MgO), sínter magnesiano como OPS 90, 18; OPS 90, 65; OPS 90, 200; OPS 90, 325, produtos estes quais são matérias-primas que servem como componentes na fabricação de fertilizantes, alimentação animal, como também aplicados na fabricação de produtos abrasivos e na indústria química; granulados refratários e massas secas, as chamadas massas básicas, tais como massas para aplicação por socagem e outras para uso em siderurgias. Também a massa básica conhecida como massa de projeção que é utilizada em reparos a quente e a seco. Por fim, a massa para aplicação por spray. Especificamente, os óxidos de magnésio fabricado pela IBAR possuem nomes personalizados como Agromag 90 que é o fertilizante magnesiano mais concentrado que existe no mercado, contendo 90% de MgO (óxido de magnésio) ou 52% de Mg (magnésio) e Agromag 75 contendo 75% de MgO.
Estabeleceu sua sede com o nome de IBAR Nordeste no início da década de 1940 em Brumado, mas posteriormente já instalou uma unidade de extração de menor produção na cidade de Jucás em 1949, e uma unidade fabril em Poá, com data não informada. A IBAR possui a maior planta instalada nas Américas para produção de óxido de magnésio reativo, de acordo com a própria empresa. Anteriormente, a IBAR Nordeste pertencia ao grupo Votorantim e todas as unidades eram conhecidas como Indústria Brasileira de artigos Refratários S.A. Depois da formação do grupo IBAR, a unidade de Brumado se transformou na sede da IBAR Nordeste LTDA., enquanto que a unidade de Poá se transformou em Indústria Brasileira de Artigos Refratários LTDA, com sede em Suzano, estado de São Paulo.